# Tasim Hoshafi
Tasim Hoshafi (również Tahsin Hoshafi) (ur. 20 lutego 1928 w Tiranie, zm. 20 września 2008 w Tiranie) – albański muzyk i kompozytor.

## Życiorys
W 1951 śpiewał w zespole reprezentacyjnym armii albańskiej. W latach 1962–1966 studiował w Instytucie Sztuk w Tiranie, w klasie kompozycji. Po studiach podjął pracę w domu kultury, a następnie przez krótki okres w ministerstwie kultury i edukacji. W latach 1978–1988 kierował amatorskim zespołem muzycznym, który powstał w stołecznym Kombinacie Tekstylnym. Jednocześnie współpracował z telewizją albańską i Studiem Filmowym Nowa Albania. W 1990 przeszedł na emeryturę.
Jako kompozytor zadebiutował w 1952 serią pieśni. W swoim dorobku kompozytorskim ma ponad 800 utworów, głównie pieśni, romansów i ballad, ale także utwory orkiestrowe. Jest także autorem muzyki do ośmiu filmów fabularnych i kilku pieśni, przeznaczonych dla Armii Albańskiej. Wielokrotnie zasiadał w jury, organizowanych przez telewizję albańską konkursów piosenki.
Zmarł na atak serca. Jego imię nosi ulica w zachodniej części Tirany (dzielnica Selitë).

## Muzyka filmowa
- 1972: Kapedani
- 1976: Thirrja
- 1980: Deshmoret e monumenteve
- 1981: Shoku ynë Tili
- 1983: Dritat e qytezës
- 1984: Endërr për një karrigë
- 1985: Melodi e pandërprerë
- 1990: Pas takimit te fundit